# Simon Clark (écrivain)
Pour les articles homonymes, voir Simon Clark et Clark.
Œuvres principales
- La Rançon des ténèbres
- Vampyrrhic

Simon Clark, né le 20 avril 1958 à Doncaster, est un romancier britannique spécialisé dans le roman d'horreur. Il vit à Doncaster. L'un de ses romans les plus notables dans son pays est The Night of the Triffids. Deux de ses romans ont été traduits en français : La Rançon des ténèbres et Vampyrrhic. 
Simon Clark a remporté le prix British Fantasy de la meilleure nouvelle 2002 pour Goblin City Lights, le prix British Fantasy du meilleur roman 2002 pour The Night of the Triffids et le prix British Fantasy du meilleur roman court 2011 pour Humpty's Bones. Il a également été nommé pour le prix Bram Stoker du meilleur premier roman, pour le prix World Fantasy du meilleur roman court et pour le prix British Fantasy. 
Simon Clark a également écrit des textes pour le groupe rock U2.

## Œuvres

### Romans
- (en) Nailed By the Heart, 1995
- (en) Blood Crazy, 1995
- (en) Darker, 1996
- (en) King Blood, 1997
- Vampyrrhic, Bragelonne, 2007 ((en) Vampyrrhic, 1998)
- (en) The Fall, 1998
- (en) Judas Tree, 1999
- La Rançon des ténèbres, Bragelonne, 2003 ((en) Darkness Demands, 2001)
- (en) The Night of the Triffids, 2001
- (en) Stranger, 2002
- (en) Vampyrrhic Rites, 2003
- (en) In This Skin, 2004
- (en) The Tower, 2005
- (en) London Under Midnight, 2006
- (en) Death's Dominion, 2006
- (en) This Rage of Echoes, 2007
- (en) Lucifer's Ark, 2007
- (en) The Midnight Man, 2008
- (en) Stone Cold Calling, 2008
- (en) Vengeance Child, 2009
- (en) Ghost Monster, 2009
- (en) Whitby Vampyrrhic, 2009
- (en) His Vampyrrhic Bride, 2012

### Nouvelles
- (en) Doctor Who: The Dalek Factor, 2004
- (en) She Loves Monsters, 2006

### Recueils de nouvelles
- (en) Blood and Grit, 1990
- (en) Salt Snake and Other Bloody Cuts, 1999
- (en) Hotel Midnight, 2005
- (en) Midnight Bazaar - A Secret Arcade of Strange and Eerie Tales, 2007